# Physcia rhizinata
Physcia rhizinata (лат.)  — вид лишайников рода Фисция (Physcia) семейства Фисциевые (Physciaceae).

## Описание
Слоевище листоватое. Типичный фертильный вид, у которого отсутствуют вегетативные пропагулы. По морфологическим свойствам вид часто путают с другим видом Physcia stellaris. Несмотря на морфологические различия Physcia rhizinata имеет тесную эволюционную связь с видом Physcia occidentalis.

## Среда обитания и распространение
Эпифит.
Вид отмечен только в Калифорнии.